# Шевченко, Сергей Сергеевич
Шевченко, Сергей Сергеевич (род. 1931) — комбайнер колхоза имени Калинина, Николаевский район Волгоградской области. Герой Социалистического Труда (1971).

## Биография
Сергей Сергеевич Шевченко родился в 1931 году в Николаевском районе Нижне-Волжского края (ныне — Волгоградской области).
В 1952 году начал трудиться трактористом-машинистом местной МТС. Затем стал работать на комбайне «Сталинец-6».
В 1968 году намолотил 12,5 тысяч центнеров зерна. В годы восьмой пятилетки (1966—1970) был лидером среди механизаторов колхоза им. Калинина. В 1970 году, завершающем году пятилетки вместе со своей дочерью Ниной намолотил 11 000 центнеров зерна и стал лучшим комбайнёром Николаевского района.
8 апреля 1971 года указом Президиума Верховного Совета СССР за выдающиеся успехи, достигнутые в развитии сельскохозяйственного производства Шевченко Сергею Сергеевичу было присвоено звание Героя Социалистического Труда с вручением Ордена Ленина и золотой медали «Серп и Молот».
Жил в селе Бережновка Николаевского района Волгоградской области.

## Награды
- Звание Герой Социалистического Труда (8 апреля 1971);
- Медаль «Серп и Молот» (8 апреля 1971) — № 12668;
- Орден Ленина (8 апреля 1971) — № 418213;
- медали.